# Сан Джервазио Брешано
Сан Джерва̀зио Бреша̀но (на италиански: San Gervasio Bresciano, на източноломбардски: San Gervàs, Сан Джерваз) е малко градче и община в Северна Италия, провинция Бреша, регион Ломбардия. Разположено е на 57 m надморска височина. Населението на общината е 2502 души (към 2013 г.).